# Чантир'я
Чантир'я́ (рос. Чантырья) — село у складі Кондінського району Ханти-Мансійського автономного округу Тюменської області, Росія. Входить до складу Мулимьїнського сільського поселення.
Населення — 566 осіб (2010, 589 у 2002).
Національний склад станом на 2002 рік: росіяни — 73 %.